# Schichlegruber Doing the Lambeth Walk
Schichlegruber Doing the Lambeth Walk – brytyjski krótkometrażowy film propagandowy z 1942 roku w reżyserii Charlesa A. Ridleya z brytyjskiego Ministerstwa Informacji. Składa się ze zmontowanego materiału filmowego zaczerpniętego z niemieckiego filmu Triumf woli (1935) w reżyserii Leni Riefenstahl, tak aby sprawiał wrażenie, że naziści tańczą w rytm tańca towarzyskiego „The Lambeth Walk”.
Film był rozpowszechniany w brytyjskich kronikach filmowych bez napisów, dlatego każda z kronik miała do filmu własny komentarz.

## Alternatywne tytuły
Film ma wiele alternatywnych tytułów:
- Hoch der Lambeth Valk[2]
- Germany Calling[2]
- Hitler Assumes Command[2]
- Lambeth Walk[2]
- Hoch Der Lambeth Walk[2]
- Hoch der Lambeth Valk: A Laugh-Time Interlude[2]
- Lambeth Walk – Nazi Style[2]
- Hitler Doing the Lambeth Walk[2]
- Schichlegruber – Doing the Lambeth Walk[2]
- Gen. Adolf Takes Over[3]
- Panzer Ballet[4]

## Geneza
Brytyjski taniec „The Lambeth Walk” był popularny w Berlinie. W przemówieniu wygłoszonym w 1939 roku o „rewolucji życia prywatnego” będącej jednym z kolejnych wielkich zadań narodowego socjalizmu w Niemczech, członek partii nazistowskiej oświadczył, że ten taniec to „żydowskie figle i zwierzęce podskoki”.
Nazwisko „Schichlegruber” pochodzi od Aloisa Hitlera będącego ojcem Adolfa Hitlera, który był nieślubnym dzieckiem i pierwotnie nazywał się Alois Schicklgruber na cześć swojej matki Marii Anny Schicklgruber (również Schickelgruber).

## Odbiór
Film podobno rozwścieczył ministra propagandy i oświecenia publicznego Josepha Goebbelsa do tego stopnia, że wybiegł z sali kinowej, kopiąc krzesła i wykrzykując wulgaryzmy. Członkowie duńskiego ruchu oporu napadali między innymi na kina i zmuszali operatorów do wyświetlania filmu.
Będąc satyrą na oryginalny materiał filmowy, film Ridleya wykazuje podobieństwa do kultury remiksu XXI wieku, zwłaszcza tej, która pojawia się na YouTube od 2006 roku.